# Хумано друштво Карађорђе
Хумано друштво Карађорђе основано је 1891. године. Циљ друштва је био међусобно помагање у болести и смрти. Друштво је организовало помоћ члановима тако што им осигурава бесплатне лекове, лекара и болницу. Ако је члан код своје куће онда добија 4 динара дневно, а уколико лежи у болници онда му следује 2 динара дневно. Дежурни члан управе био је дужан да обилази оболеле чланове сваког дана, а оне теже болесне, осим дежурног, обилазио је и лекар, који је редовно обавештавао управу о стању болесника. Уколико би смрт задесила неког члана друштво је помагало његовој породици прилогом од 2000 динара, а уколико умрли нема породицу друштво је преузимало све обавезе и трошкове сахране.
Друштво је на почетку свог рада имало мало чланова, а имајући у виду да је настало у време владавине династије Обреновић, није се могла назвати по Карађорђу, већ је било без званичног имена и под патронатом Краља Петра I, све док он није дошао на власт.
Друштво је засновано до стране сиромашнијег занатлијског сталежа, ратних инвалида и сиротиње, те је због тога имало ограничена средства за рад. Међутим, и поред тога трудом и залагањем његових чланова успело је да се одржи и оствари своје циљеве, а број чланова се само повећавао, као и имовина друштва. Првобитну заставу друштва, која нам није сачувана, поклонио је друштвени легатор Хаџи Тома, њу је заменила друга са ликом Карађорђа и кумовао јој је 1904. године кнез Павле.
У време Првог светског рата друштво је обуставило свој рад, а сва његова имовина је разнесена и упропашћена. Након рата чланови овог друштва уложили су велике напоре да све обнове и обезбеде нове материјале и средства за рад и нормално функционисање друштва. 
Година 1920. веома је значајна, јер је тада краљ Александар постао високи покровитељ организације, а у исто време је и главни одбор друштва почео да израђује своја правила. За тај задатак одређени су Радован Благојевић, иначе председник главног одбора, као и секретар Ранко Марковић. Они су израдили правила и потврдили их код надлежних власти. У тадашњу управу друштва ушли су: председник управног одбора Радован Благојевић, потпредседник Јевта Никчевић, секретар Ранко Марковић, благајник Лазар Поповић, чланови управе Богосав Чанчаревић, Радосав Чанчаревић, Радосав Копчалић, Здравко Марошановић, Милета Михајловић и Стојан Живковић. Чланови Надзорног одбора били су пртседник Наум Јемандијевић, потпредседник Раја Антонијевић и чланови Чедомир Ковачевић, Лазар Поповић и Никола Марковић.
Чланарина за сваког члана износила је 13 динара месечно, а поред редовних чланова друштво је имало и своје легатре пријатеље и добротворе, који су га такође материјално помагали. Њима је главни одбор увек преко новина захваљивао и давао им друштвене дипломе.
Друштво је за време Другог светског рата имало много умрлих и погинулих чланова, али је и поред рата успело да помогне њиховим породицама. Свим члановима погинулим у рату друштво сваке године одржава парастосе о свом трошку. 
Велики губитак за друштво била је смрт краља Александра Карађорђевића. На дан 9. новембра 1934. године управа друштва је отишла на Опленац да се поклони сени краља и ту одржи помен и говор њему у част. 
Витешки краљу!
Друштво које носи име бесмртног вожда Србије Карађорђа долази да се поклони сени његовог бесмртног праунука. Идеју свог прадеде пронео си под увенчаном заставом својих предака и своје победоносне војске. Створио си велику државу, већу него Душан Силни, ослободио си и ујединио оне што су од Косова чекали свога вођу на путевима славе. Довршио си дело ратно и пошао да га крунишеш делом мира... Али те беше на том путу сретоше непријатељи твоје славе, помогнути изродима наше крви. Просута је твоја племенита, краљевска крв, нестало је твоје ведре и јуначке појаве између нас, али је остала међу нама твоја душа, да нас још јаче скупи око твоје заставе.
Велики наш јуначе!
Узалуд потајно ликују твоје убице! Узалуд се надају да ће њихов злочин убити и твоје велико дело. Народ који је с твојим великим оцем и с тобом осветио Косово, прошао кроз највеће страхоте и ми ћемо те вечно славити-прослављени војниче, с вером моћи ће да са твојим сином краљем Петром II догради твој велики план.
Витешки заштитниче наш!
Ми не верујемо, и не можемо да верујемо да си нестао између нас! Сви они, који витешким делима писаше историју нашега народа - живе и даље у свом делу. Твоје је дело највеће и ми ћемо те вечно славити - прослављени војниче, велики краљу и мучениче! Клањајући се твојој великој сени и љубећи твој светли гроб, ми се кроз сузе жалости за тобом молимо Богу за срећу твог наследника, нашег милог краља Петра II, за срећу твога светог дома и за величину твоје земље за коју си живео и умро!